# Motor VR6
El motor VR6 es un motor de combustión interna cuya disposición consiste de seis cilindros en un ángulo más estrecho del habitual. Fue desarrollado por Volkswagen a finales de los años 1980.
Es similar a un motor en V, pero con las dos bancadas desplazadas y acomodadas una junto a la otra en un ángulo de 10º, 6º o 15°, en lugar de los más comunes de 45°, 60°, o 90° encontrados en los motores en V convencionales.

## Descripción

Tres tipos de configuraciones: a: en línea, b: en "V", c: VR.

La configuración puede también describirse como «seis cilindros escalonados», en consonancia con la geometría de cuatro cilindros escalonados del Lancia Fulvia, que se desarrolló a finales de los años 1950, una continuación de la práctica de diseño de Lancia que se remonta a los años 1920. Los motores escalonados son propicios a mejorar su diseño, con número de cilindros impar y con configuraciones en V escalonada.
El nombre VR6 deriva de la combinación de motor en V y de la palabra en alemán «Reihenmotor», que significa "motor en línea".
El VR6 fue específicamente diseñado para motores instalados transversalemente en coches con tracción delantera. Usando un ángulo estrecho de 15° entre las bancadas en un VR6, es posible instalar un motor de seis cilindros en el vano motor de cuatro cilindros de los coches existentes de Volkswagen. Un motor V6 convencional puede requerir alargar los vehículos para dar lugar al nuevo motor, más ancho. El VR6 puede utilizar el orden de encendido de un motor de seis cilindros en línea, dando como resultado, un funcionamiento igual de suave.
El ángulo angosto entre los cilindros permite usar solamente una bancada de cilindros y una culata, mientras que en los motores en V convencionales requieren dos bancadas de cilindros y dos culatas separadas. Usar solamente una culata de cilindros, permite utilizar dos árboles de levas, en lugar de cuatro a la cabeza (DOHC) para comandar todas las válvulas. Esto simplifica la construcción del motor y reduce los costos. En los primeros VR6 de 12 válvulas había dos árboles de levas a la cabeza con seis levas cada uno. El árbol de levas delantero tenía tres levas de admisión y tres de escape para controlar los tres cilindros delanteros. El árbol de levas trasero estaba diseñado de la misma manera, pero controlaba los tres cilindros restantes. El principio de operación es similar al diseño de un árbol de levas a la cabeza (SOHC). Los VR6 posteriores de 24 válvulas, mantienen el doble árbol de levas a la cabeza, pero con 12 levas cada uno. Sin embargo, la operación de los árboles de levas en los motores de 24 válvulas, difiere a la de los primeros motores con 12 válvulas, un árbol opera solamente las válvulas de escape y el otro las de admisión. Este principio es más parecido al del diseño de doble árbol de levas a la cabeza.
Existen diferentes variantes del VR6, donde el original desplazaba 2792 cm³ (2,8 L) y tenía un diseño de dos válvulas por cilindro (12 en total). Estos entregaban una potencia de 174 CV (172 HP; 128 kW) y un par máximo de 240 N·m (177 lb·pie).

## Especificaciones detalladas

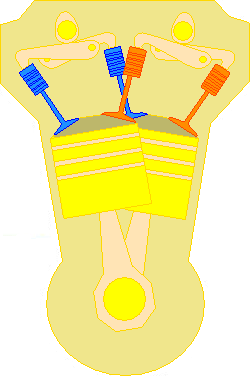
Diagrama esquemático del ángulo en "V" entre cilindros, de un motor VR6, con el diseño de doble árbol de levas a la cabeza, aunque no se muestra el largo diferente de los árboles de levas.

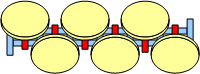
Esquema en vista superior de un motor VR6 a 15°

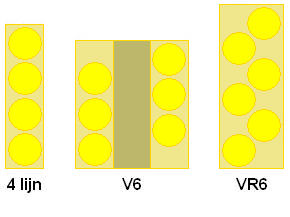
Vista superior de un esquema que muestra las diferencias entre las configuraciones. A la izquierda: un motor en línea, centro: un motor V6 convencional, y a la derecha: un motor VR6. Nótese que el motor V6 requiere dos culatas de cilindros separadas, mientras que el VR6 necesita solamente una, como en el motor en línea.

El VR6 original tiene un cárter y bloques de cilindros de una sola pieza de hierro fundido y una liviana culata de cilindros de flujo cruzado de aleaciones de aluminio, con dos válvulas por cilindro, operadas por árboles de levas a la cabeza comandados por cadenas. El combustible y el encendido son controlados por una unidad de control de motor (ECU) Bosch Motronic. Este sistema utiliza un sensor de flujo de aire, doble sensor de detonación para la regular el encendido de los cilindros y una sonda lambda para regular la mezcla aire/combustible. Los gases de escape son canalizados a través de un convertidor catalítico de triple vía.
Volkswagen identifica al VR6 original con el código «AAA», el cual opera en ciclo de cuatro tiempos, tiene un desplazamiento de 2792 cm³ (2,8 L), aunque algunos motores europeos desplazan 2861 cm³ (2,9 L), cuya variante se identifica con el código «ABV». El diámetro de los cilindros es de 81 mm (3,19 pulgadas) y la carrera del pistón es de 90 mm (3,54 pulgadas). El ángulo entre bancadas es de 15°, con una relación de compresión de 10.0:1.
El cigüeñal de acero forjado tiene seis muñones para las bielas y apoya en siete bancadas. Dos árboles de levas a la cabeza operan taqués hidráulicos los cuales, a su turno, abren y cierran las válvulas, 39 mm (1,54 pulgadas) las de admisión y 34,3 mm (1,35 pulgadas) las de escape. Debido a que las dos "filas" de pistones y cilindros comparten una sola cabeza de cilindros y una sola junta, la cabeza del pistón está inclinada. Debido a esto, la pared del pistón tiene una altura variable, lo que produce una tensión térmica desigual y a un pistón más pesado. Las válvulas de admisión y escape necesitan diferentes árboles de levas para variar el cruce de válvulas, que pueden ser coaxiales, como en algunos V8 a 90°. Para minimizar al número de árboles de levas, ambas filas de cilindros comparten sus árboles de levas. Debido a la geometría, la mitad de las válvulas son muy largas, lo que puede ser un problema en altas rpm, cuando se utiliza en automóviles de carreras. Las lumbreras de admisión y escape pasan muy cerca de las cabezas de cilindros; esto calienta la mezcla entrante de aire/combustible antes de ser encendida por la bujía, lo cual tiene por efecto reducir la potencia. Esto también enfría los gases de escape, lo que dificulta el funcionamiento del convertidor catalítico. En motores de producción para autos de calle, se utiliza solamente un múltiple de escape y, por lo tanto, la mitad de los conductos son muy largos, incrementando el calor dentro de este, siendo necesario que sea más pesado, haciéndolo también con el múltiple de admisión. Debido a que el campo de los cilindros está muy reducido, comparado con el seis cilindros en línea, las lumbreras más largas están formadas por conductos de sección rectangular en lugar de la elíptica o de media luna, más deseable. En autos de calle, las lumbreras de admisión y escape son normalmente curvas y las distintas longitudes pueden ser fácilmente compensadas.
Debido a la disposición de los cilindros en el VR6, con dos filas de cámaras de combustión en la misma culata, los conductos de admisión en las dos filas de cilindros son de diferente longitud. Dependiendo de la generación específica del VR6, esta diferencia en las longitudes es compensada en el múltiple de admisión, con el cruce de válvulas, con el perfil de las levas, o con una combinación de estos. En el VR6 original, cada conducto tiene un largo de 420 mm (16,5 pulgadas). Los gases de escape son evacuados por medio de un múltiple de escape de hierro fundido de tres brazos, uno dedicado a tres cilindros, dentro de un conducto en forma de Y. A partir de este punto, los gases son conducidos por medio de un conducto simple al convertidor catalítico, luego de pasar por la sonda Lambda.
Los inyectores de combustible, operados por la unidad de control de motor (ECU) Bosch Motronic, están montados detrás del codo del múltiple de admisión. El alojamiento de la bomba de agua es integrada al bloque de cilindros. El motor VR6 usa también una bomba eléctrica auxiliar para circular el refrigerante del motor mientras este se encuentra en marcha, adicionalmente a la bomba principal movida por una correa de distribución.
Se utiliza un filtro de aceite reemplazable. La bomba de aceite está montada en el cárter y es accionada por un eje intermedio. Una válvula de control de presión de aceite está internada en la bomba.
El bloque de cilindros y cárter de una pieza está construido de fundición gris perlítica con acero microaleado. Las dos bancadas de tres cilindros están dispuestas en un ángulo de 15° con respecto al cigüeñal. Las camisas de los cilindros tienen un diámetro de 81 mm (3,19 pulgadas), con 65 mm (2,56 pulgadas) de espacio entre cilindros. Están escalonados, pero solapados a lo largo del bloque, lo que le permite ser más corto y más compacto que un V6 convencional.
La línea central de los cilindros está desplazada de la línea central del cigüeñal 12,5 mm (0,49 pulgadas). Para acomodar los cilindros desplazados y el angosto diseño en «V», los muñones de las bielas están desplazados 22º unos de otros. Esto también permite un intervalo de encendido entre cilindros de 120°. El orden de encendido es 1-5-3-6-2-4.

## Historia y evolución

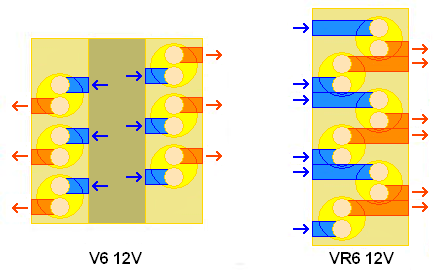
Diagrama mostrando las diferencias en los largos de las lumbreras entre el V6 y el VR6 de 12 válvulas

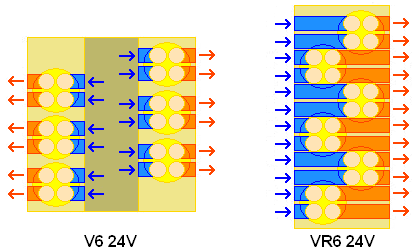
Diagrama mostrando las diferencias en los largos de las lumbreras entre el V6 y el VR6 de 24 válvulas

El VR6 de Volkswagen fue introducido en Europa en 1991, en el Volkswagen Passat y Corrado; y en América del Norte el año siguiente. El Passat, Passat Variant y el Corrado estadounidense, usaban el diseño original de 2792 cm³ (2,8 L); el Corrado europeo y el Passat Syncro con tracción en las cuatro ruedas fue equipado con la versión de 2861 cm³ (2,9 L) con 190 CV (187 HP; 140 kW). Esta versión también tenía un convertidor catalítico de flujo libre de 6 cm (2,4 pulgadas), árbol de levas más finos, regulador de presión de combustible de 4 bares (56,9 psi; 392 kPa) y múltiple de admisión ampliado.
El de 2861 cm³ (2,9 L), como el destinado al Corrado, estaba originalmente equipado con un múltiple de largo variable llamado "VSR" (Variables SaugRohr, en alemán) y fabricado por Pierburg para Volkswagen Motorsport. Esto daba par mayor a bajas revoluciones, pero fue eliminado debido a los costos, y en su lugar se ofrecía como un opcional. Este diseño fue posteriormente vendido a Schrick, quien lo rediseñó y lo ofreció como el Schrick VGI ("Variable Geometry Intake", Admisión de Geometría Variable).
En 1992, con la introducción del Volkswagen Golf III, uno de seis cilindros estaba disponible por primera vez en un automóvil del segmento mediano-chico en Europa. En América del Norte no se introdujo hasta 1994; para ese momento, el modelo europeo comenzó a usar el de 2861 cm³ (2,9 L) en el modelo VR6 Syncro. Las correspondientes versiones Volkswagen Vento/Jetta VR6 aparecieron el mismo año.
Volkswagen removió un cilindro del VR6 en 1997 para crear el VR5 o simplemente "V5", el primer bloque en usar un número impar de cilindros en un diseño en V, distintos del triple Honda V3 del famoso MotoGP. Esta versión, con una cilindrada de 2324 cm³ (2,3 L), entregaba 150 CV (148 HP; 110 kW) y un par máximo de 210 N·m (155 lb·pie). Fue introducido con el Passat en 1997 y en el Golf y el Bora en 1999.
En 1999, VW agregó modificaciones al diseño con la introducción del VR6 con 24 válvulas de 2792 cm³ (2,8 L). Este entrega 204 CV (201 HP; 150 kW) y 265 N·m (195 lb·pie) de par máximo. La nueva versión no estaba disponible en el Passat, ya que era incompatible con el esquema de instalación usada por la generación de motores de ese entonces, pero fue introducida en la gama más alta del Golf y el Bora en el mercado europeo. El sistema 4WD, actualmente llamado 4motion, se volvió estándar en el VR6 en Europa. El V5 multiválvulas correspondiente fue lanzado recién en el 2001, con la potencia incrementada en 20 CV (14,7 kW) a 170 CV (168 HP; 125 kW). El VR6 multiválvulas fue introducido en América del Norte en 2001 en el T4 Eurovan, produciendo 204 CV (201 HP; 150 kW) y en el GTI en 2002, donde retuvo el nombre VR6.
En 1999, VW también lanzó una versión actualizada del VR6 de 12 válvulas para el mercado estadounidense para la línea de productos, basada en la plataforma A4: Golf IV, GTI y Jetta. Este nuevo VR6 mejoró las prestaciones actualizando el árbol de levas, múltiple de admisión de longitud variable, una compresión de 10.5:1 y un equipo de control de emisiones mejorado. La potencia se incrementó a 177 CV (175 HP; 130 kW) a las 5800 rpm, mientras que el par máximo se incrementó a 245 N·m (181 lb·pie) a las 3200 rpm. Estuvo disponible desde 1999 hasta el 2002, cuando fue reemplazado por el de 24 válvulas.
En 2001, el VR6 fue ampliado a 3189 cm³ (3,2 L) para crear una versión limitada de altas prestaciones con 228 CV (225 HP; 168 kW) o para el New Beetle, llamado Beetle RSi. Este VR6 fue usado luego en el Golf IV R32 y también en el Audi TT original. De acuerdo con Volkswagen, esta variante producía 250 CV (247 HP; 184 kW) y 320 N·m (236 lb·pie) de par máximo en la configuración TT y 241 CV (238 HP; 177 kW) en el R32. A pesar de que fue clasificado con la misma potencia que la versión europea, la versión norteamericana del R32 incorporaba el sensor de masa de aire más grande del Audi TT, 76 mm (2,99 pulgadas) de diámetro, contra 70 mm (2,76 pulgadas) y una caja de aire diferente, lo cual daba la misma potencia del Audi con 250 CV (247 HP; 184 kW).
El de 3189 cm³ (3,2 L) fue usado en el tope de gama en los Audi A3 y TT originales. Continuó en uso en el R32 y en el renovado Golf V R32.
En 2005, la versión europea de la sexta generación del Volkswagen Passat, con un motor transversal, salió a la venta con una versión revisada del VR6 de 3189 cm³ (3,2 L) como su opción más grande. Para el mercado estadounidense, el Passat recibió un nuevo VR6 de 3598 cm³ (3,6 L) con un ángulo más angosto de 10.6 grados, produciendo 280 CV (276 HP; 206 kW). Estas versiones de 3189 a 3598 cm³ (3,2 a 3,6 L), incorporaban inyección directa del tipo FSI, el primero desarrollando 250 CV (247 HP; 184 kW) a las 6250 rpm y 330 N·m (243 lb·pie) a las 3000 rpm. La introducción del Passat VR6 también fue la primera vez que un vehículo con este tipo de motorización estuvo disponible en América del Norte antes que en Europa.
El nuevo Passat R36, disponible desde principios de 2008, recibió una versión actualizada del VR6 3.6 FSI con 300 CV (296 HP; 221 kW) a las 6600 rpm y 350 N·m (258 lb·pie) a las 2400 rpm, tracción en las cuatro ruedas "4motion" estándar y Direct-Shift Gearbox (DSG) estándar.

## El futuro del VR6

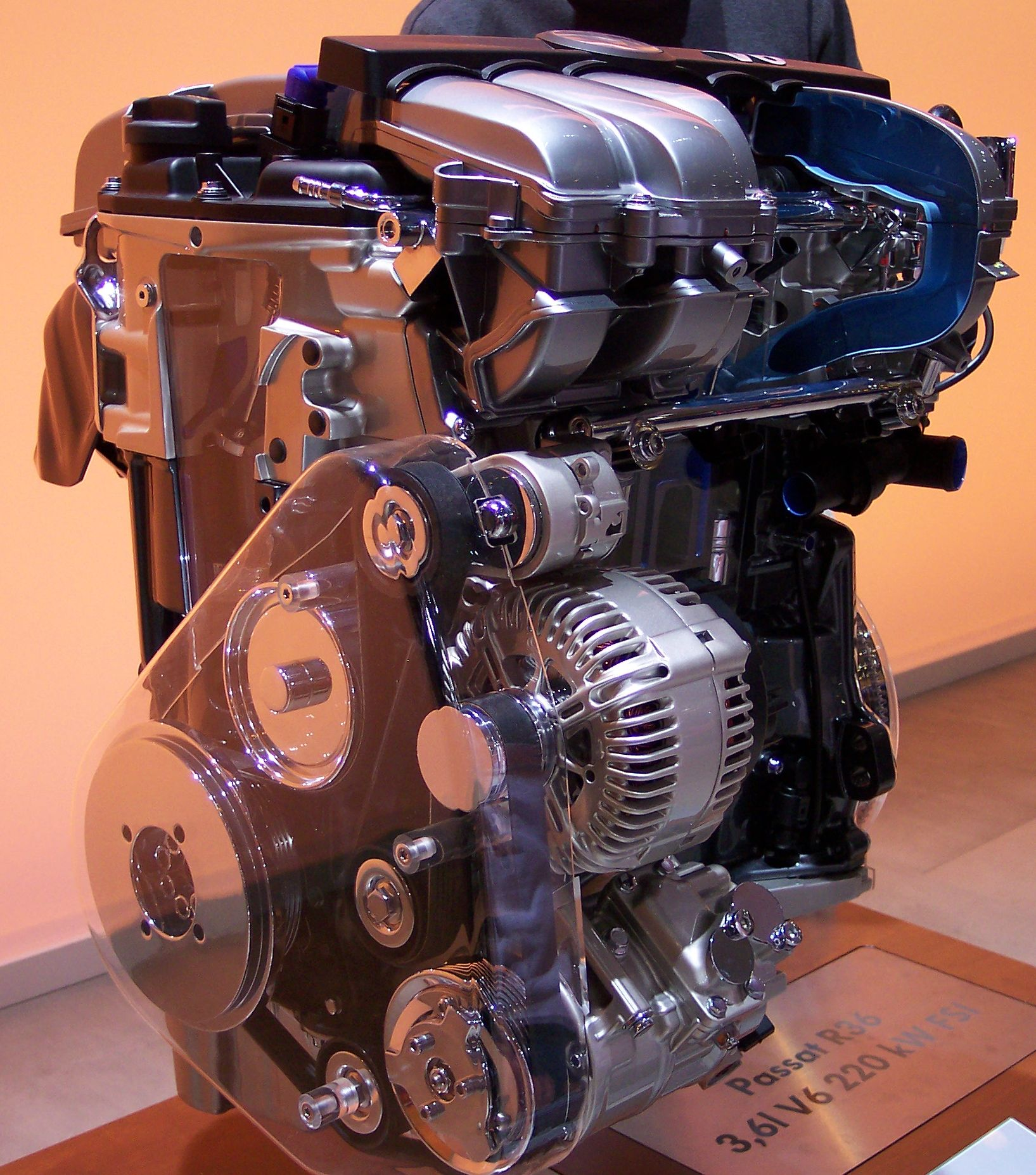
VR6 de del Volkswagen Passat R36 (2008-2011)

Cuando Volkswagen lanzó su VR6 en el Passat, el Corrado en 1991 y en el Golf GTI en 1992, era una señal de que la marca se movía a una categoría superior. Con su ángulo de cilindros estrecho de 15 grados, la mezcla del «V-6 / y un motor 6 en línea», fue diseñado específicamente para los vehículos con tracción delantera, donde sería montado transversalmente.
El VR6 trajo buenos resultados y la entrega de potencia suave como seda a los segmentos de vehículos compactos. Hoy en día, con motores de cuatro cilindros en línea con capacidad de más de 300 CV (296 HP; 221 kW), no hay mucha razón de seis cilindros y ciertamente no en coches compactos.
En el mercado de América del Norte se ofrecía en el Passat, el Passat CC, el Touareg y de nivel de entrada en el Porsche Cayenne, pero parece que sus días están contados.
Aunque no está absolutamente terminado todavía para el VR6, China obtiene una variante reducida de 3.0 litros y VW ha conceptualizado una versión híbrido. Sin embargo, a la larga los motores con más de cuatro cilindros podrán ser confinados a coches más grandes del Grupo Volkswagen montados longitudinalmente.

## Usos

### 2792cm³ (2,8L; 170,4plg³)
Tiene un diámetro x carrera de 81 x 90,3 mm (3,19 x 3,56 plg). Con una relación de compresión de 10.0:1 produce una potencia de 174 CV (172 HP; 128 kW) @ 5800-6000 rpm y un par máximo de 235 a 240 N·m (173 a 177 lb·pie) @ 4200 rpm.
Aplicaciones
- Volkswagen Passat B4[8]
- VW Golf GTI[9]
- Volkswagen Vento[10]
- Ford Galaxy[11]
- Mercedes-Benz Vito[12]

Con la relación de compresión incrementada a 10.5:1 produce 178 CV (176 HP; 131 kW) @ 5800 rpm y 240 N·m (177 lb·pie) @ 4200 rpm de par.
Aplicaciones
- Volkswagen Corrado[13]

Otra versión incrementa su potencia a 196 CV (193 HP; 144 kW) @ 6000 rpm y 280 N·m (207 lb·pie) @ 3200 rpm de par.
Aplicaciones
- Volkswagen Passat B4[14]

Otra opción subió a 200 CV (197 HP; 147 kW) @ 6200 rpm y 265 N·m (195 lb·pie) @ 3200 rpm de par.
Aplicaciones
- Volkswagen Jetta 2004[15]

Otra se incrementó a 204 CV (201 HP; 150 kW) @ 6200 rpm y 245 a 270 N·m (181 a 199 lb·pie) @ 2500-3200 rpm de par.
Aplicaciones
- Volkswagen Bora[16]
- Volkswagen Sharan[17]
- SEAT León Cupra 4[18]
- VW Multivan 2.8 V6[19]
- SEAT Alhambra[20]

### 2861cm³ (2,9L; 174,6plg³)
Tiene un diámetro x carrera de 82 x 90,3 mm (3,23 x 3,56 plg), que con una relación de compresión de 10.0:1 produce 184 CV (181 HP; 135 kW) @ 5800 rpm y 245 N·m (181 lb·pie) @ 4200 rpm de par máximo.
Aplicaciones
- Volkswagen Passat Variant VR6 Syncro[21]

Otra opción estaba potenciada a 190 CV (187 HP; 140 kW) @ 5800 rpm y 245 N·m (181 lb·pie) @ 4200 rpm de par.
Aplicaciones
- Volkswagen Corrado[22]
- Volkswagen Golf VR6 Syncro[23]

### 3189cm³ (3,2L; 194,6plg³)
Tiene un diámetro x carrera de 84 x 95,9 mm (3,31 x 3,78 plg) y con una relación de compresión de 11.3:1, produce 219 HP (222 CV; 163 kW) @ 5800 rpm y 305 N·m (225 lb·pie) @ 3200 rpm de par.
Aplicaciones
- Volkswagen Touareg[24]

Con una relación de compresión de 10.0:1, es potenciado a 224 CV (221 HP; 165 kW) @ 6200 rpm y 320 N·m (236 lb·pie) @ 3000 rpm de par.
Aplicaciones
- Volkswagen New Beetle RSi[25]

Con una relación de compresión de 11.3:1, es potenciado a 241 CV (238 HP; 177 kW) @ 6250 rpm y 315 a 320 N·m (232 a 236 lb·pie) @ 2400-2800 rpm de par.
Aplicaciones
- VW Golf R32[26]
- Volkswagen Phaeton[27]

Con una relación de compresión de 10.9:1, es potenciado a 250 CV (247 HP; 184 kW) @ 6300 rpm y 310 a 320 N·m (229 a 236 lb·pie) @ 2500-5500 rpm de par.
Aplicaciones
- Volkswagen Eos[28]
- VW Golf R32 DSG[29]
- Audi A3 3.2 V6 quattro DSG[30]
- Audi TT[31]
- Porsche Cayenne[32]

### 3598cm³ (3,6L; 219,6plg³)
Tiene un diámetro x carrera de 89 x 96,4 mm (3,50 x 3,80 plg) que con inyección directa FSI y una relación de compresión de 11.4:1, produce 260 HP (264 CV; 194 kW) @ 6000 rpm y 350 N·m (258 lb·pie) @ 2500-5000 rpm de par.
Aplicaciones
- Škoda Superb (B6, 3T)[33]

Otra versión ha sido potenciada a 280 HP (284 CV; 209 kW) @ 6200 rpm y 350 N·m (258 lb·pie) @ 2500 rpm de par.
Aplicaciones
- Volkswagen Passat NMS[34]
- Volkswagen Passat B8[35]
- Audi Q7[36]

Otra versión ha sido potenciada a 300 HP (304 CV; 224 kW) @ 6300-6600 rpm y 350 a 400 N·m (258 a 295 lb·pie) @ 2400-5300 rpm de par máximo.
Aplicaciones
- Volkswagen Passat CC 3.6 FSI[37]
- Porsche Cayenne[38]
- Artega GT[39]

## Otras aplicaciones de la tecnología VR
El Grupo Volkswagen ha desarrollado una serie de motores que usan los diseños de "ángulo angosto" de 72 grados, por ejemplo: dos VR6 imaginarios se acoplan a un ángulo de 72 grados dando como resultado una configuración W12, la cual es mucho más corta que un motor V12 convencional, siendo apenas más ancho. Para los diseños W8 y W16 desarrollados con una forma similar, el W8 usa lo que serían dos VR de cuatro cilindros, mientras que el W16 usa dos bancadas de ocho cilindros, cada uno en disposición VR, en consonancia con la geometría VR en línea escalonada.

### VR5
El motor VR5 ha sido usado por los siguientes vehículos:
- Volkswagen Golf IV
- Volkswagen Bora
- Volkswagen Passat B5
- Volkswagen New Beetle
- SEAT Toledo Mk2